# Swinhoe-sárszalonka
A Swinhoe-sárszalonka (Gallinago megala) a madarak osztályának lilealakúak (Charadriiformes) rendjébe, ezen belül a szalonkafélék (Scolopacidae) családjába tartozó faj.
A magyar név forrással nincs megerősítve, lehet, hogy az angol név tükörfordítása (Swinhoe's Snipe).

## Előfordulása
Oroszország, Ausztrália, Brunei, Dél-Korea, Észak-Korea, az Északi-Mariana-szigetek, a Fülöp-szigetek, Kína, Guam, Hongkong, India, Indonézia, Japán, Kazahsztán, Malajzia, Mikronézia, Mongólia, Mianmar, Palau, Pápua Új-Guinea, Szingapúr, Srí Lanka, Tajvan, Thaiföld és Kelet-Timor területén honos. Kóborlásai során eljut Izraelba, a Maldív-szigetekre és Nepálba is.

## Megjelenése
Testhossza 27–29 centiméter.

## Életmódja
Rovarokkal, szárazföldi puhatestűekkel és magokkal táplálkozik.